# CONCACAF Gold Cup vrouwen 2002
De CONCACAF Gold Cup voor vrouwen 2002 was de 2e editie (de 6e als het CONCACAF kampioenschap voor vrouwen wordt meegeteld) van de CONCACAF Gold Cup voor vrouwen.
Het werd gehouden in Seattle, Verenigde Staten en Vancouver, Canada, en gold tevens als het CONCACAF kwalificatietoernooi voor het Wereldkampioenschap voetbal vrouwen 2003. Het Amerikaans voetbalelftal won voor de tweede keer de Gold Cup, en werd met het CONCACAF kampioenschap voor vrouwen meegerekend voor de vijfde keer winnaar. Als gastland was de Verenigde Staten automatisch geplaatst voor het WK, Canada, de nummer twee, plaatste zich direct voor het WK. De nummer drie, Mexico, verloor de play-offwedstrijden tegen Japan.

## Deelname
| Groep 1 | Mexico | Panama     | Trinidad en Tobago | Verenigde Staten |
| Groep 2 | Canada | Costa Rica | Haïti              | Jamaica          |

## Groepsfase

### Groep A
| Land               | Wed | Win | Gel | Ver | DV | DT | +/− | Pnt |
| ------------------ | --- | --- | --- | --- | -- | -- | --- | --- |
| Verenigde Staten   | 3   | 3   | 0   | 0   | 15 | 0  | 15  | 9   |
| Mexico             | 3   | 2   | 0   | 1   | 7  | 4  | 3   | 6   |
| Panama             | 3   | 1   | 0   | 2   | 5  | 16 | −11 | 3   |
| Trinidad en Tobago | 3   | 0   | 0   | 3   | 2  | 9  | −7  | 0   |

#### Wedstrijdresultaten
27 oktober 2002 in Pasadena
| Trinidad en Tobago | 2-4 | Panama |  |
| Verenigde Staten   | 3-0 | Mexico |  |

29 oktober 2002 in Fullerton
| Verenigde Staten | 3-0 | Trinidad en Tobago |  |
| Mexico           | 5-1 | Panama             |  |

2 november 2002 in Seattle
| Mexico           | 2-0 | Trinidad en Tobago |  |
| Verenigde Staten | 9-0 | Panama             |  |

### Groep B
| Land       | Wed | Win | Gel | Ver | DV | DT | +/− | Pnt |
| ---------- | --- | --- | --- | --- | -- | -- | --- | --- |
| Canada     | 3   | 3   | 0   | 0   | 23 | 1  | 22  | 9   |
| Costa Rica | 3   | 2   | 0   | 1   | 7  | 3  | 4   | 7   |
| Haïti      | 3   | 1   | 0   | 2   | 3  | 17 | −14 | 3   |
| Jamaica    | 3   | 0   | 0   | 3   | 1  | 13 | −12 | 0   |

#### Wedstrijdresultaten
Alles werd in Victoria gespeeld.
30 oktober 2002
| Jamaica | 0-2  | Costa Rica |  |
| Canada  | 11-1 | Haïti      |  |

1 november 2002
| Haïti  | 0-5 | Costa Rica |  |
| Canada | 9-0 | Jamaica    |  |

3 november 2002
| Jamaica | 1-2 | Haïti      |  |
| Canada  | 3-0 | Costa Rica |  |

## Halve finale
6 november 2002 in Seattle
| Canada           | 2-0 | Mexico     |  |
| Verenigde Staten | 7-0 | Costa Rica |  |

## Troostfinale
9 november 2002 in Pasadena
| Mexico | 4-1 | Costa Rica |  |

## Finale
9 november 2002 in Pasadena
| Verenigde Staten | 2-1 n.e.t. | Canada |  |

| Kampioen: Verenigde Staten (5e (of 2e) titel) |

1991 · 1993 · 1994 · 1998 · 2000 · 2002 · 2006 · 2010 · 2014 · 2018 · 2022